# Góralice (przystanek kolejowy)
Góralice – nieczynny przystanek kolejowy w Góralicach w województwie zachodniopomorskim, w Polsce.